# 欢乐时光 (电视剧)
《欢乐时光》（英語：Happy Days）是一部美国情景喜剧，1974年1月15日至1984年9月24日在ABC电视台播出，共11季，共255集，每集半小时。该剧由蓋瑞·馬歇爾创作，讲述了20世纪50年代中期到60年代中期美國中西部生活的理想化场景，由朗·侯活饰演年轻的里奇·坎宁安、亨利·温克勒饰演他的朋友方兹、and 汤姆·博斯利和马里昂·罗斯饰演里奇的父母霍华德和马里昂·坎宁安。

## 剧中人物
- 里奇·坎宁安（朗·霍华德）
- 波西·韦伯（安森·威廉姆斯）
- 拉尔夫·马尔夫（唐尼·莫斯特）
- 方齐（亨利·温克勒）
- 乔安妮·坎宁安（艾琳·莫兰）
- 查克·坎宁安（加文·奥海利）
- 马里昂·坎宁安（马里昂·罗斯）
- 霍华德·坎宁安（汤姆·博斯利）
- 阿尔·德尔维西奥（阿尔弗雷德·莫利纳罗）
- 查理·阿科拉（斯科特·拜奥）
- 珍妮·皮卡洛（凯茜·西尔弗斯）
- 阿诺德高桥（帕特森田）
- 阿什利·菲斯特（琳达·普尔）
- 劳里·贝丝·艾伦（琳达·古德朋友）
- 罗杰·菲利普斯（特德·麦金利）
- 克里斯托·坎宁安（克里斯托·伯纳德）
- 翻转菲利普斯（比利术士）
- 巴格·佐姆布罗夫斯基（尼尔·施瓦茨）
- 希瑟·菲斯特（希瑟·奥罗克）